# شاهد إثبات (فلم)
شاهد إثبات هو فيلم جريمة مصري من إخراج علاء محجوب (وهو أول فيلم يخرجه)، وبطولة محمود ياسين، معالي زايد، غسان مطر، أحمد راتب ونبيلة كرم. صدر الفيلم في 10 مارس 1987.

## نبذه
يشاهد الصحافي صلاح من شرفة منزله شخصًا يلقي بامرأة من شرفة المنزل المقابل فيبلغ الشرطة، يتعرض صلاح لمحاولة قتل بعد نشر الخبر، يشاهد برنامجًا يظهر فيه المسؤول الكبير علوي وبجانبه فريد الذي يتعرف عليه صلاح فهو القاتل، تبدأ تحريات المقدم فهمي، يتضح أن علوي يستغل منصبه في توريد صفقات أسلحة.

## طاقم العمل
- محمود ياسيم بدور صلاح
- معالي زايد بدور سلمى
- غسان مطر بدور علوي درويش
- أحمد راتب بدور المقدم فهمي
- نبيلة كرم بدور دلال
- يوسف فوزي بدور فريد

## وصلات خارجية
- مقالات تستعمل روابط فنية بلا صلة مع ويكي بيانات